# Zeitschrift für medizinische Ethik
Die Zeitschrift für medizinische Ethik ist die auflagenstärkste deutschsprachige Zeitschrift für das Gebiet der medizinischen Ethik.
Die Zeitschrift für medizinische Ethik wird herausgegeben im Auftrag der Görres-Gesellschaft von Eberhard Schockenhoff, Alois Joh. Buch und Matthias Volkenandt (* 1957). Verlag ist der Schwabenverlag AG.
Die Zeitschrift für medizinische Ethik ist 1992 aus der 1954 gegründeten Zeitschrift Arzt und Christ hervorgegangen.